# Miss Cameroun 2018
Miss Cameroun 2018, est la 13e élection de Miss Cameroun, s'est déroulée le 31 décembre 2017 au Palais des congrès de Yaoundé.
La gagnante, Aimée Caroline Nséké, succède à Michelle-Ange Minkata, Miss Cameroun 2016. De nombreuses miss étaient annoncées à la cérémonie comme Miss France, Miss Monde, Agnès Genoveva, Miss États-Unis et Miss Côte d'Ivoire .

## Classement final
| Titre              | Candidates                      |
| ------------------ | ------------------------------- |
| Miss Cameroun 2018 | - Suisse - Aimée Caroline Nséké |
| 1re dauphine       | - Sud - Mercy Joyce Ashu Arrah  |
| 2e dauphine        | - Centre - Evina Victoire       |
| 3e dauphine        | - Sud-Ouest - Béatrice Doudou   |
| 4e dauphine        | - Est - Johanna Eyike           |
| 5e dauphine        | - Littoral - Louise Essangui    |

## Observations
- Aimée Caroline Nséké, Miss Littoral et Miss Cameroun, a été Miss Cameroun au concours Miss Cameroun Suisse 2016[3].